# Die Blume der Hausfrau
Die Blume der Hausfrau ist ein deutscher Dokumentarfilm aus dem Jahr 1998. Regie führte Dominik Wessely.

## Handlung
Die Blume der Hausfrau erzählt vom Alltag einer Gruppe von Staubsaugervertretern der Firma Vorwerk, die mit wechselndem Erfolg versuchen, ihrer Kundschaft Teppichreinigungsgeräte zu verkaufen. Der Film, der in der Vorweihnachtszeit 1997 im Großraum Stuttgart gedreht wurde, konzentriert sich dabei mehr und mehr auf zwei Protagonisten: auf den Verkaufsprofi Steffen Widule und auf den Berufsanfänger Angelo Ditta. Während Steffen Widule das Geschäftsjahr als Regionalbester abschließt und dafür auf der Weihnachtsfeier mit einem Pokal ausgezeichnet wird, gerät der Anfänger Angelo Ditta im Verlauf des Filmes mehr und mehr in eine Krise, die ihn schließlich zu der Erkenntnis bringt, dass das „Geschäft nichts für ihn ist“.

## Allgemeines
Die Blume der Hausfrau bezieht sich erkennbar auf ein Schlüsselwerk des amerikanischen Direct Cinema, nämlich auf den Film Salesmen von David und Albert Maysles und Charlotte Zwerin aus dem Jahr 1969. In beiden Filmen steht eine Gruppe von Handelsvertretern im Mittelpunkt des Interesses, in beiden Filmen gilt das Augenmerk der Filmemacher mehr und mehr einem Protagonisten, der in seinem Beruf scheitert. In Salesmen ist es der Bibelverkäufer Paul Brennan, der in eine Verkaufskrise gerät, in Die Blume der Hausfrau gibt der junge Vertreter Angelo Ditta schließlich das Geschäft auf. Die inszenierte Eröffnungssequenz bezieht sich auf eine Sequenz aus Quentin Tarantinos Reservoir Dogs – Wilde Hunde. Auch die Filmmusik von Oliver Biehler spielt mit Motiven, die aus Mafia- oder Gangsterfilmen. In der Schlusssequenz, in der die Staubsaugervertreter in ihren schwarzen Mänteln wie Cowboys in den Sonnenuntergang ausschwärmen, pfeift einer von ihnen die Titelmelodie aus Sergio Leones Western Zwei glorreiche Halunken.

## Produktion
Die Blume der Hausfrau feierte Premiere im Rahmen der 32. Internationalen Hofer Filmtage 1998. Im Verlauf der Kinoauswertung erreichte der Film rund 70.000 Kinozuschauer. Die Blume der Hausfrau wurde mehr als ein Jahr lang täglich im Stuttgarter Programmkino Lupe gezeigt. Alleine in diesem Kino haben den Film mehr als 20.000 Zuschauer gesehen. Am 27. Juli 1999 fand im Rahmen des 7. Ludwigsburger Sommernachts-Open-Air Kinos eine ausverkaufte Vorstellung statt, die von mehr als 3000 Zuschauern besucht wurde.
25 Jahre nach dem bundesweiten Kinostart kam der Film Anfang Mai 2024 in einer digital restaurierten Fassung erneut ins Kino.

## Kritiken
Jakob Hesler meint 1999 in der taz, dass sich in der Blume der Hausfrau durch viele Blicke in Wohnzimmer und unter Sofas eine frappierende Sozialstudie herausstellt. Er hält ihn für den lustigsten deutsche Film der letzten Jahre.
Daniel Kothenschulte schreibt im Filmdienst, dass das Thema nach Peinlichkeit schreit. Solche Filme leben von Schaulust und Anteilnahme, weil fast jeder das Sujet aus eigener Erfahrung kennt. Ein guter Film sollte genau hier ansetzen. Doch Kothenschulte kritisiert, dass Wessely hinter den Fassaden nichts Neues zeigt. Alles, was er präsentiert, kann man sich ohnehin vorstellen.

## Sonstiges
Im Tatort Anne und der Tod wird der Film von Thorsten Lannert erwähnt.

## Publikationen
- Christina Bruns: Contemporary German Documentary Cinema (1999–2007): the Rural Represented, the Regional Defamiliarised and Heimat Revived. PhD Thesis, The University of Edinburgh 2010 (PDF; 6,2 MB)